# Brunsleberfeld

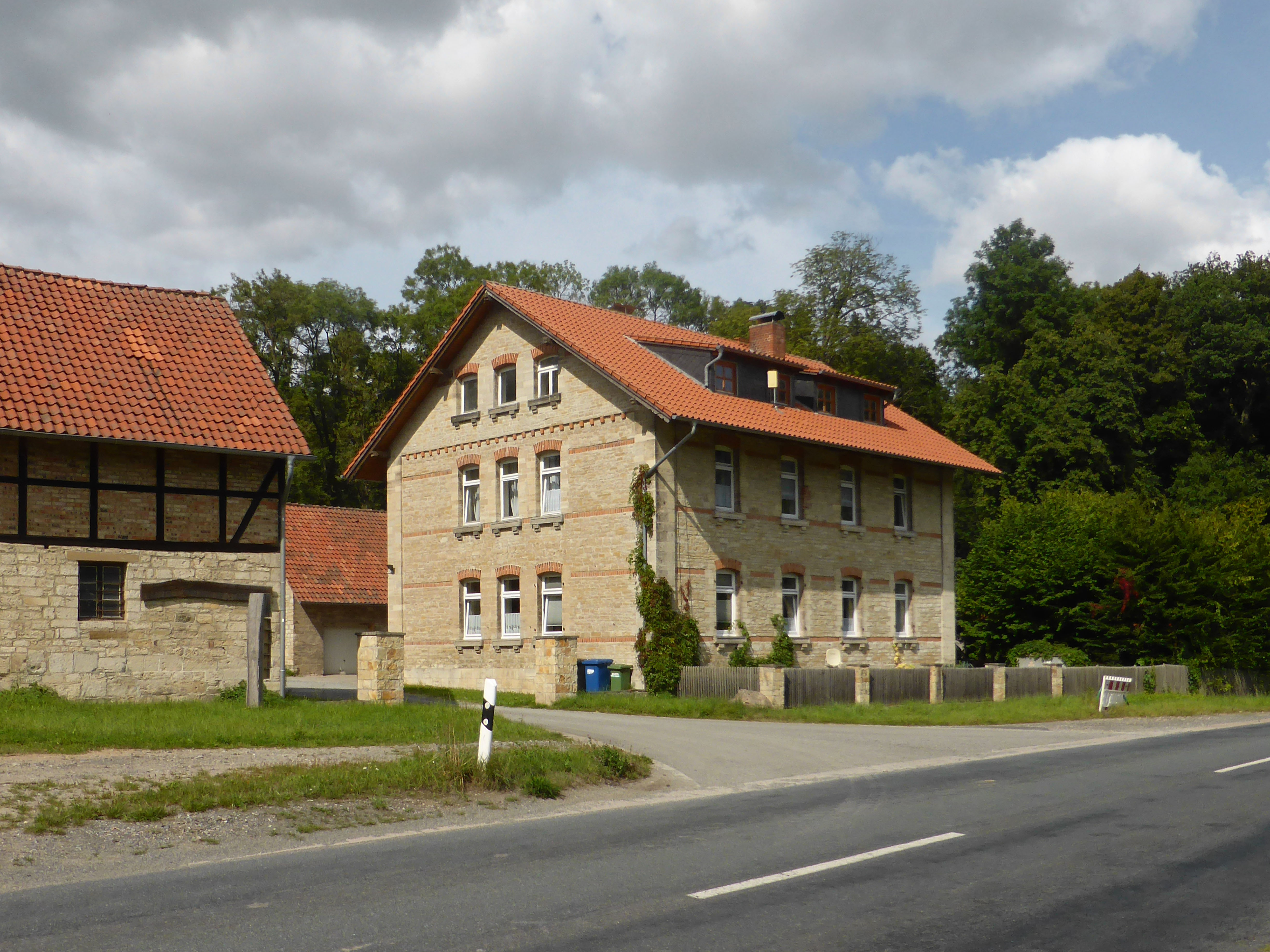
Forsthof Brunsleberfeld

Brunsleberfeld ist eines von fünf gemeindefreien Gebieten im Landkreis Helmstedt, Niedersachsen.
Es hat eine Fläche von 4,09 km² und grenzt im Uhrzeigersinn im Norden und Osten an die Gemeinde Räbke im gleichen Landkreis sowie im Süden an das gemeindefreie Gebiet Voigtsdahlum, die Gemeinde Dahlum (Ortsteil Groß Dahlum) und das gemeindefreie Gebiet Barnstorf-Warle sowie im Westen an die Gemeinde Schöppenstedt (Ortsteil Eitzum) im Landkreis Wolfenbüttel.
Das gemeindefreie Gebiet ist mit Ausnahme des Forsthofes Brunsleberfeld unbewohnt. Aus statistischen Gründen führt es jedoch den Amtlichen Gemeindeschlüssel 03 1 54 501.
Durch das gemeindefreie Gebiet führen die Landesstraße 626 von Räbke nach Eitzum und die Landesstraße 652 (Elmautostraße) von Langeleben nach Schöningen, die sich im gemeindefreien Gebiet kreuzen.
Im gemeindefreien Gebiet befindet sich der Forsthof Brunsleberfeld, im Gebäude der ehemaligen Revierförsterei Brunsleberfeld, die dem Forstamt Schöningen unterstand. Der Forsthof steht auf der wüst gefallenen Dorfstelle Brunsrode, einer in der hochmittelalterlichen Rodungszeit entstandenen Ortschaft. Der Forsthof Brunsleberfeld gehört postalisch zu Königslutter am Elm und telefonisch zum Ortsnetz Schöppenstedt.
siehe auch: Liste der Baudenkmale in Brunsleberfeld